# Hlavní bojový tank

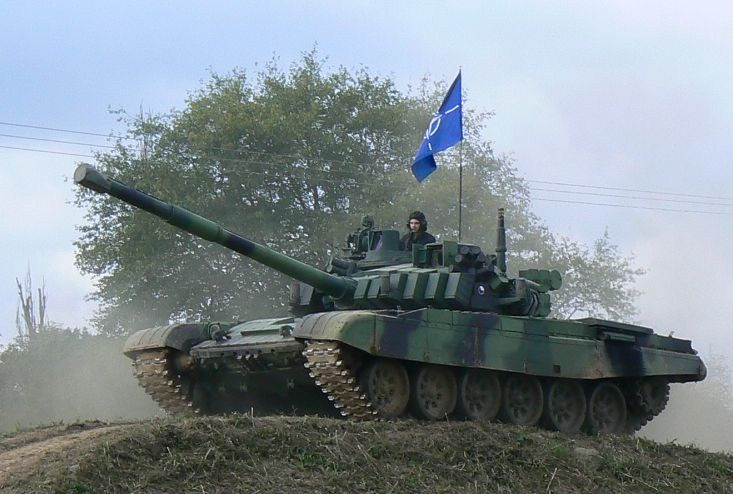
Hlavní bitevní tank T-72M4CZ české armády

Hlavní bojový tank či hlavní bitevní tank (zkráceně HBT, anglicky: main battle tank (MBT)) je označení pro pásové bojové vozidlo s vysokou úrovní pancéřové ochrany, jehož úkolem na bojišti je manévrování a vedení účinné palby z výkonného kanónu s cílem likvidovat nepřátelské pozemní síly. Tato vozidla dnes tvoří páteř tankových vojsk většiny armád světa.

## Historie
Koncept hlavního bitevního tanku nahradil v 60. letech 20. století dříve používané kategorie – lehký, střední, těžký a supertěžký tank. Důvodem bylo především neustálé zvyšování pancéřové ochrany tanků a růst hmotnosti zejména u pohyblivých středních tanků na úroveň těžkých tanků z doby druhé světové války. Tento vývoj vedl ke vzniku nové třídy nazvané hlavní bitevní tank. Typickými představiteli této třídy jsou například moderní tanky typu M1 Abrams (USA), Leopard 2 (Německo), Merkava (Izrael) nebo T-90 (Rusko).